# Guntram I
Guntram I (ur. ok. 532 w Soissons, zm. 28 marca 592 w Chalon-sur-Saône) – król Franków z dynastii Merowingów (561–592), święty Kościoła katolickiego.

## Życiorys
Guntram był synem frankijskiego króla Chlotara I i Ingundy. Po śmierci ojca w 561 odziedziczył Królestwo Burgundii wraz z Marsylią i Arles.
W 567 roku zmarł jego najstarszy brat Charibert I. W wyniku podziału jego dzielnicy Guntram otrzymał Angoulême i Périgueux. W tym czasie żona jego zmarłego brata Teodechylda ofiarowała mu swoją rękę wraz ze skarbcem królewskim. Po jej przybyciu do Chalon-sur-Saône przejął skarbiec, a ją zmusił do zostania zakonnicą w Arles.
Po śmierci Chariberta żyjący bracia Guntrama, Sigebert I i Chilperyk I, pozostawali w konflikcie. W owym czasie nastąpiły liczne najazdy Awarów, które spowodowały chwilową zgodę między jego braćmi. W 573 konflikt pomiędzy braćmi przerodził się w otwartą wojnę domową. Guntram starał się pozostać rozjemcą w rodzinie, jednakże co raz wspierał to jednego brata to drugiego. W czasie tych walk Sigebert podbił większą część królestwa brata, jednakże w 575 został zamordowany. Żona zmarłego Brunhilda wraz z synem Childebertem II znaleźli się pod opieką Guntrama. W 584 zginął również Chilperyk I. Po śmierci Chilperyka Guntram został zobowiązany przez Fredegunde, by chronić ją i jej syna Chlotara II.
Pomimo śmierci braci wojna domowa w królestwie Franków w dalszym ciągu trwała za sprawą żon obu zmarłych królów. Ciągłe walki w państwie Franków spróbował wykorzystać cesarz bizantyjski Maurycjusz, który wsparł przyrodniego brata Guntrama - Gundobalda w walce o władzę. W 584 Gundobald wylądował w Marsylii i zajął część południa dzisiejszej Francji. Dzięki szybkiej kampanii Guntram w rozbił jego wojska (585), a sam Gundobald zginął.
W 587 Guntram uniknął śmierci z rąk skrytobójcy przysłanego przez Fredegundę. W wyniku tej sytuacji podjął rozmowy z Brunhildą i jej synem. Zawarli oni porozumienie w Andelot (28 listopada 587) w wyniku którego Childebert II został adoptowanym synem Guntrama i jego dziedzicem. W 589 jego armia poniosła klęskę pod Carcassonne w starciu z wojskami Wizygotów króla Rekkareda I.
Guntram był znany ze swej religijności. Gdy zaraza dosięgnęła Marsylii, nakazał ludziom schronić się w kościołach, aby uzyskać miłosierdzie Boże, polecił jeść tylko chleb jęczmienny i pić tylko wodę. Guntram również ofiarowywał hojne darowizny dla klasztoru Saint-Bénigne z siedzibą w Dijon oraz innych instytucji kościelnych.
Zmarł śmiercią naturalną w wieku 68 lat bez spadkobiercy, a królestwo odziedziczył Childebert II.
Został pochowany w Saint-Marcel-lès-Chalon w bazylice, którą zbudował w 584 roku nad grobem św. Marcelego, męczennika z II wieku (zm. ok. 177). Wkrótce został ogłoszony świętym.
Jego wspomnienie liturgiczne obchodzone jest 28 marca.

### Rodzina
Guntram dwukrotnie był żonaty, ale żaden z potomków nie przeżył go. Pierwszą żoną była Marcatruda (poślubiona ok. 556), córka księcia Transjuranii Magnachara. Urodziła dwóch synów: jednego martwego, drugi zmarł w niemowlęctwie. Wkrótce po śmierci pierwszej żony poślubił (ok. 566) Austregildę (Austrechildis) nazywana Bobillą, która wcześniej była służącą na dworze ojca pierwszej żony Guntrama. Urodziła dwóch synów: Chlotara (567-577) i Chlodmira (569-577), którzy zmarli podczas zarazy, oraz dwie córki: Klotyldę i Clodebergę. Austregilda była słabego zdrowia i zmarła na skutek złego nastawienia złamania we wrześniu 580 roku. Po jej śmierci do końca życia Guntram nie ożenił się, jednakże miał wiele nałożnic. Po śmierci swoich synów adoptował dwóch swoich bratanków Chlotara II i Childeberta II. Guntram miał również syna (z konkubiną Venerandą, służącą) o imieniu Gundobald, otrutego przez Marcatrudę, pierwszą żonę Guntrama.